# Jenny Holzer
Pour les articles homonymes, voir Holzer.
Jenny Holzer, née le 29 juillet 1950 à Gallipolis en Ohio, est une artiste conceptuelle américaine. Le centre de son travail est principalement basé sur la diffusion de ses vers percutants dans des lieux publics.
Barbara Kruger, Cindy Sherman, Sarah Chalesworth, Louise Lawler et Jenny Holzer font partie de cette branche d'artistes féministes émergentes des années 1980 qui cherchent une nouvelle façon de rendre la narration et les commentaires, une part implicite des arts visuels. 
La dimension publique fait partie intégrante du travail de Jenny Holzer. Ses installations à grande échelle ont été aperçues sur des panneaux d'affichage publicitaires, sur des immeubles et autres bâtiments où son œuvre fut projetée et sous forme DEL. Ces panneaux lumineux furent ses œuvres les plus visibles malgré la variété des médiums utilisés par l'artiste, incluant des affiches, des panneaux peints, des bancs faits en pierre, des peintures, des photos, des vidéos, des sons, des projections, Internet et une voiture de course pour la marque BMW. Les projections composées de textes illuminés sont au cœur de l'ensemble des œuvres de Jenny Holzer depuis 1996.
Le magazine Time l'a mentionnée dans sa liste des 100 personnes les plus influentes de l'année 2024.

## Biographie

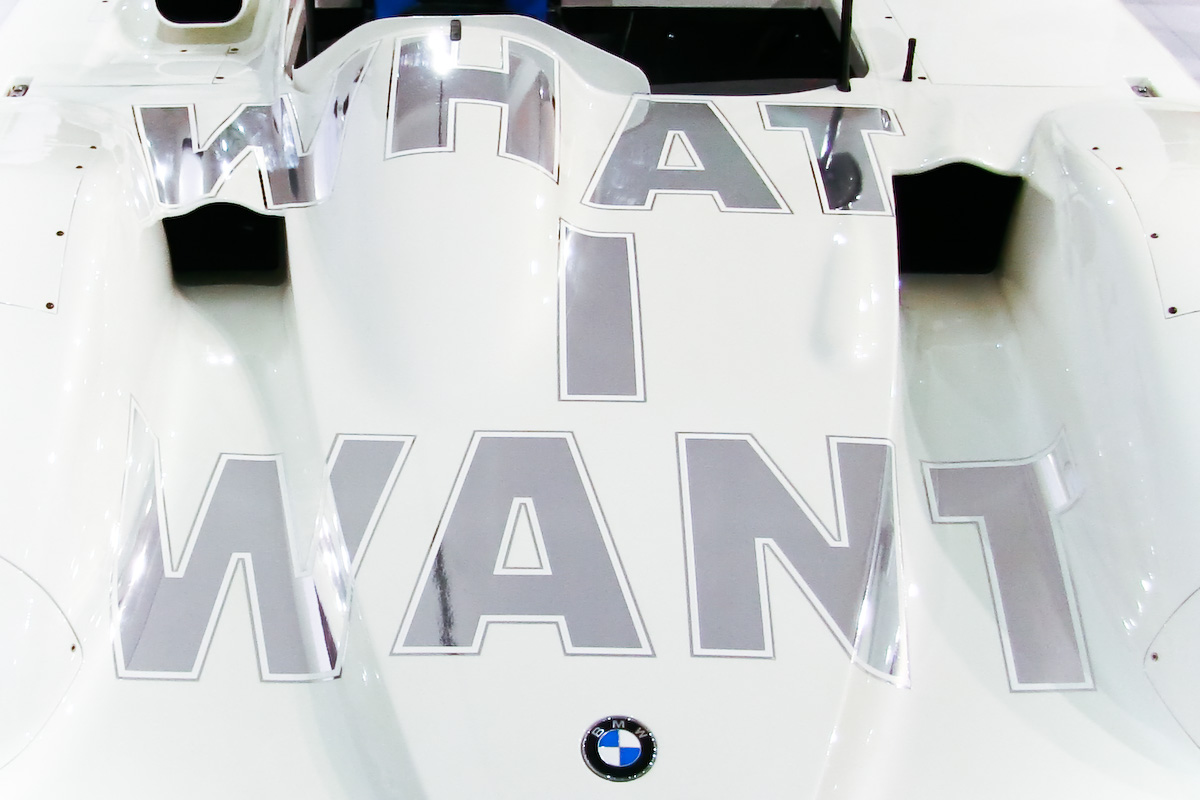
BMW, Art car, 1999 - What I want

Née en 1950 à Gallipolis dans l'Ohio, elle est durant son enfance victime de violences sexuelles, quotidiennement, par un membre de sa famille,. À la fin des années 1960 puis dans les années 1970, elle se forme aux sciences humaines, envisageant de devenir avocate, puis étudie l'art dans plusieurs écoles américaines. Elle entre en 1968 à l'université Duke, qu'elle abandonne en 1970 déçue par le programme des cours,. Elle poursuit son cursus à l'université de Chicago où elle travaille le dessin, la peinture ainsi que l'imprimerie. Elle étudie ensuite jusqu'à son diplôme des Beaux-Arts à l'université de l'Ohio avec les options peinture et imprimerie. Elle suit les cours d'été de la Rhode Island School of Design en 1974, entre dans le programme de maîtrise de la RISD en 1975 et obtient son Master of Fine Art en 1977. 
Cette même année, elle délaisse la peinture pour l'écriture et insiste sur l'importance du langage et sur la mise en cause de la représentation. Elle est l'héritière de l'art minimal et de l'art conceptuel, influencée par les découvertes de l'écriture féminine, libérée de l'idéologie patriarcale. Elle participe de cette génération d'artistes qui remettent en cause tant l'espace des galeries et des musées, que le rôle de l'artiste subjectif et individualiste. Elle fit partie dans les années 1970 du groupe Colab et tout au long de son évolution, elle a souvent privilégié la collaboration avec d'autres personnes. Sa première exposition personnelle a lieu en 1978 (Jenny Holzer painted room : spécial projet P.S.1). Jenny Holzer réside à Hoosick Falls dans New York,.
Jenny Holzer a été nommée parmi les 100 personnes les plus influentes en 2024 par le Times journal, dans la catégorie artiste.

## Travaux et philosophie
Jenny Holzer travaille par séries. Elle aborde les thèmes « du sexe, de la mort et de la guerre ».
Ses œuvres sont chargées émotionnellement et violentes, elle se traduisent en proverbes (par exemple : « If you had behaved nicely, the communists wouldn't exist ») ou bien en récits. Elle utilise souvent des enseignes lumineuses, des rubans à cristaux liquides pour crier sa colère ou ses frayeurs.
- Truismes (1977-1979)
- Essais inflammatoires (1979-1982)
- En vie (1980-1982)
- Purple (1983-1985)
- Survie (1983-1985)
- Sous un rocher (1986)
- Lamentations (1987-1989)
- Lustmord (1993)
- Projections (1996-2007)
- Sans titre, Bancs en granit de l'Île des Sculptures (1999)

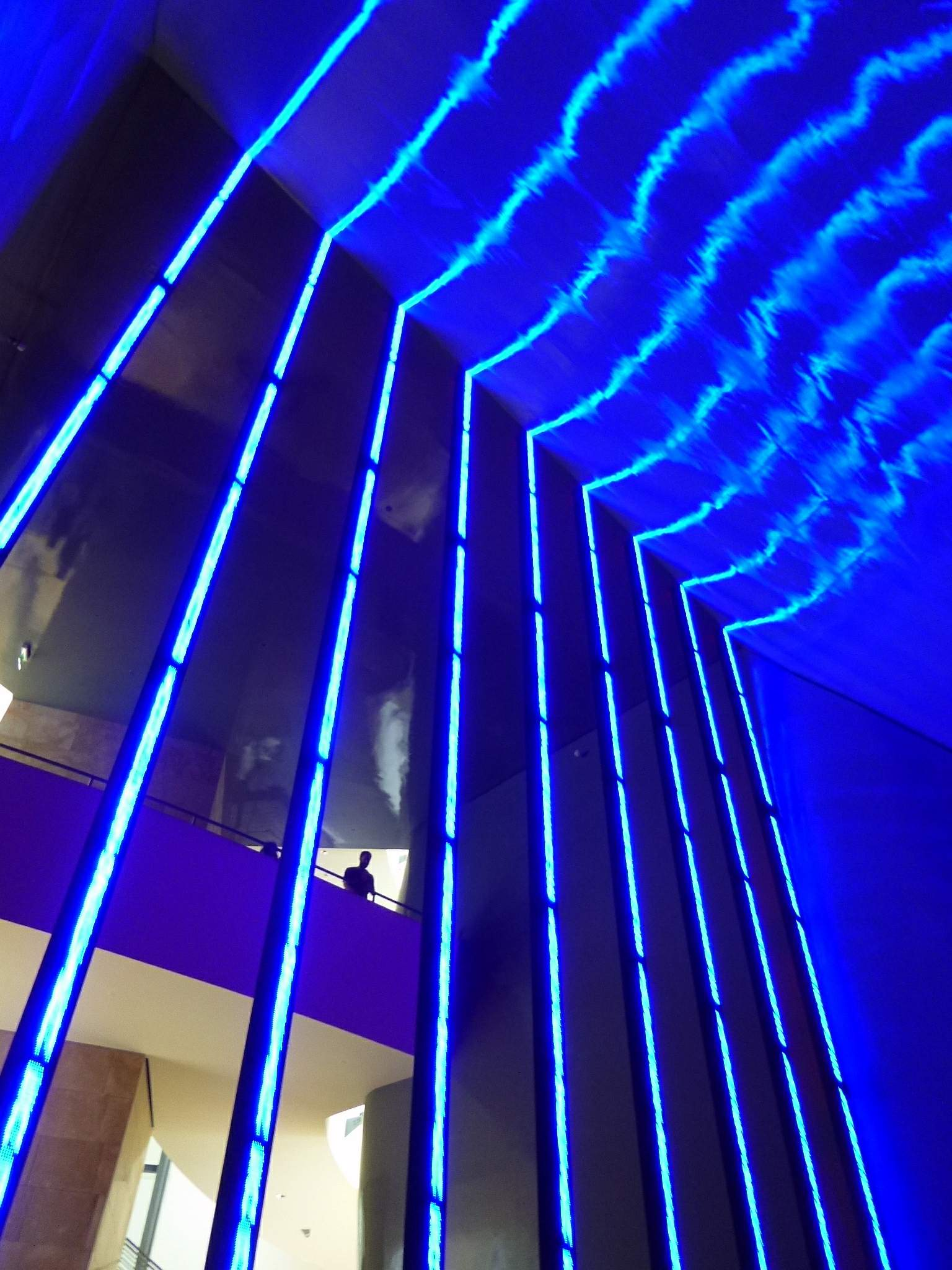
Installation de Truisms au musée Guggenheim à Bilbao

Elle a un discours profondément subversif et provocateur, d'autant plus qu'elle tient à diffuser ses messages dans la sphère sociale de la façon la plus large possible. Elle se revendique elle-même comme artiste publique, reprenant ainsi l'héritage des artistes constructivistes, comme Tatline ou Rodtchenko, qui prônaient la fonction utilitaire de l'art. Pour elle l'art doit être non seulement dans la rue, mais doit utiliser les moyens de communication les plus visibles, afin d'être perçu par le plus grand nombre, et par des publics différenciés. Elle est en cela héritière du pop art, d'Andy Warhol, et de toute la génération imprégnée de la culture des médias, de la télévision et de la publicité. Holzer décrit dans une interview de Claire Malroux pour la revue Po&sie, son choix pour le numérique. Elle explique l'impact de la forte lumière en mouvement qui attire l'oeil des passants. De cette façon, elle s'en inspire pour projeter son message dans la ville. L'artiste spécifie aussi que son choix pour l'emplacement idéal pour projeter dépend de son message. Il est étroitement relié à sa position.
Au début des années 1980, elle s'intéresse au graffiti et fait peindre à la bombe ses slogans par Lady Pink.
Dans les années 1990 et 2000, elle réalise d'immenses projections lumineuses de ses brefs textes écrits sur les murs de Rio de Janeiro (1999), de Venise (1999), d'Oslo (2000), de Berlin (2001).
Ses œuvres sont entre autres conservées dans les collections du Art Institute of Chicago, National Gallery of Art, Museum of Modern Art, et dans celles du Peggy Guggenheim à Venise.

## Expositions (sélection)

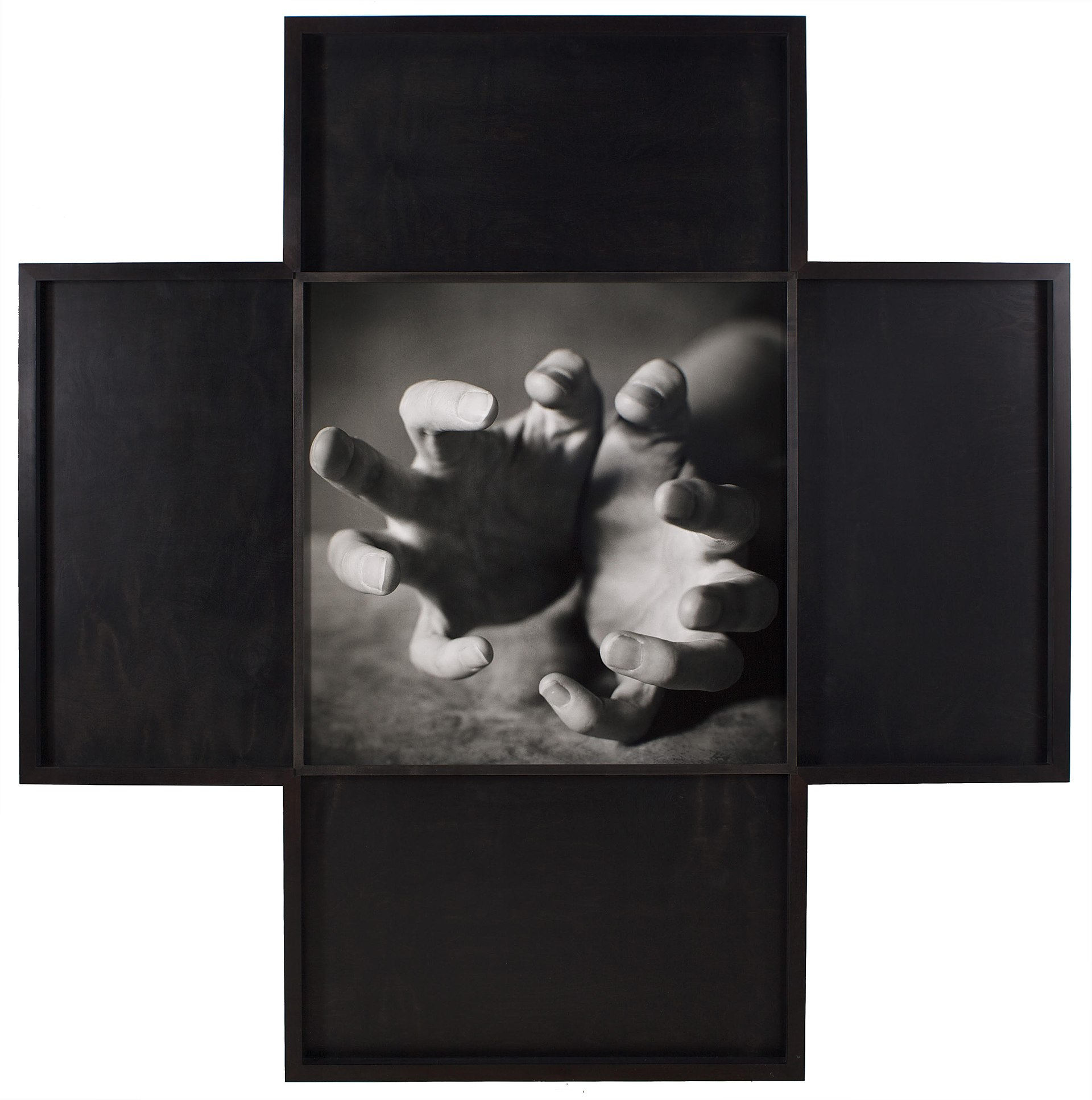
Les mains de Jenny Holzer, photographiées par Oliver Mark.

Source : Jenny Holzer, Haillan, 2001, capc Musée d’art contemporain de Bordeaux.
- 1978 : Jenny Holzer painted room : spécial projet P.S.1, Institute of Art and Urban Resources at P.S.1, New York.
- 1979 : Post No Bills, Centro Internazionale di Brera, Via Formentini, Milan.
- 1980 : Issue : Social Strategies by Women Artists, Institute of Contemporary Arts, Londres. ( Catalogue avec des textes de Margaret Harrison, Lucy R. Lippard and Sandy Nairne ).
- 1980 : Living (avec Peter Nadin), Rüdiger Schöttle Gallery, Munich.
- 1980 : Position Papers (avec Peter Nadin), Galerie Onze Rue Clavel, Paris.
- 1981 : Heute, Westkunst : Zeitgenössische Kunst seit 1939, Museen der Stadt Köln Messegelände Rheinhallen, Cologne. ( Catalogue avec des textes de Hugo Borger, Laszlo Glotzer, Kasper König et Karl Rehrberg ).
- 1981 : Living (avec Peter Nadin), Museum für (Sub) Kultur, Berlin, puis au Nouveau Musée, Villeurbanne.
- 1982 : Greeting from New York[13] (avec Peter Nadin), Le Consortium, Dijon
- 1982 : Jenny Holzer-Peter Nadin : Living, Galerie Chantal Crousel, Paris.
- 1982 : À Pierre et Marie, L'église du 36 rue d'ilm, Paris. ( Catalogue avec des textes d'artistes ).
- 1982 : Documenta 7, Museum Fridericianum, Orangerie, et Neue Galerie, Cassel. ( Catalogue avec des textes de Jorges Luis Borges, Saskia Bos, Coosje van Bruggen, Germano Celant ).
- 1983 : Jenny Holzer with A-One, Mike Glier, and Lady Pink : Survival Series, Lisson Gallery, Londres.
- 1983 : Essays, Survival Series, Institute of Contemporary Arts, Londres.
- 1983 : Ansatzpunkte, Kritischer Kunst Heute, Bonner Kunstverein, Bonn ; Neue Gesellschaft für Bildende Kunst, Berlin. ( Catalogue avec des textes de Margarethe Jochimsen, Barbara Straka, Annelie Polen et Stephan Schmidt-Wufflen ).
- 1983 : Walter Dahn, René Daniels, Isa Genzken, Jenny Holzer, Robert Longo, Henk Visch, Stedelijk Van Abbemuseum, Eindhoven. ( Catalogue avec un texte de RudiH. Fuschs ).
- 1983 : 1983 Biennal Exhibition, Witney Museum of American Art, New York. ( Catalogue avec des textes de Tom Armstrong, John G. Hanhardt, Barbara Haskell, Richard Marshall et Patterson Sims.
- 1983 : Présence discrète, Musée des Beaux-Arts de Dijon.
- 1984 : Jenny Holzer, Kunsthalle Basel, Bâle ; Le Nouveau Musée, Villeurbanne. ( Catalogue avec un texte de Jean-Christophe Amman ).
- 1984 : Galerie't Venster-Jenny Holzer-Lady Pink, Rotterdamse Kunststichting, Rotterdam.
- 1984 : New York, Ailleurs et Autrement, Musée d'Art Moderne de la Ville de Paris. ( Catalogue avec un texte de Suzanne Pagé )
- 1984 : Jenny Holzer, Barbara Kruger, Richard Prince, Knight Gallery, Spirit Square Art Center, Charlotte. ( Catalogue avec des textes de William Olander et Ann Shengold ).
- 1984 : Szene New York, Art Cologne : Internationaler Kunstmark, Reinhallen, Messegelände Cologne. ( Catalogue )
- 1985 : 1985 Biennal Exhibition, Whitney Museum of American Art, New York. ( Catalogue avec des textes de Tom Armstrong, Richard Armstrong, John G. Hanhardt ).
- 1985 : The Public Art Show, Nexus Contemporary Art center, Atlanta. ( Catalogue avec des textes de Ronald Jones et Mila Kundera ).
- 1985 : Eau de Cologne II, Monika Sprüth Galerie, Cologne. ( Catalogue avec des textes de Patrick Fey, Ulla Frohne, Jo Anna Isaac ).
- 1985 : 1985 Carneige International, Museum of Art, Carneige Institute, Pittsburg. (Catalogue avec des textes de Achille Bonito Olivia, Bazon Brock, Benjamin Buchloh).
- 1985 : Alles und noch viel mehr : das poetische ABC, Kunsthalle Bern ; Kunstmuseum Bern. (Catalogue avec des textes de Gerhard Johann Lischka).
- 1985 : Les immatériaux, Grande Galerie, Centre Georges Pompidou.
- 1985 : Nouvelle Biennale de Paris, Galerie Nationale du Grand Palais, Paris. (Catalogue avec des textes de Achille Bonito Olivia, Georges Boudaille, Pierre Courcelles, Jean-Yves Faye).
- 1986 : Jenny Holzer, Galerie Crousel-Hussenot, Paris.
- 1986 : Keith Haring-Jenny Holzer, Am Hof, Vienne. (Catalogues avec un texte de Hubert Klocker et Peter Pakesh).
- 1986 : Jenny Holzer, Monika Sprüth Galerie, Cologne.
- 1986 : Art and Its Double : A New-York Perspective = El Arte y su double : Una perspectiva de Nueva York, Centre Cultural de la Fundacio Caixa Pensions, Barcelone ; Sala de Exposiciones de la Fundacion de Caja de Pensiones, Madrid. (Catalogue avec un texte de Dan Cameron).
- 1986 : Prospekt 86 : Eine internationale Ausstellung aktueller Kunst, Frankfurter Kunstverein ; Kunsthalle Schrin, Francfort. (Catalogue avec des textes de Hilmar Hoffman, Peter Weiermair.
- 1986 : Festival des arts électroniques, Rennes.
- 1986 : Jenny Holzer/Barbara Kruger, The Israel Museum, Jerusalem. (Catalogue avec un texte de Suzanne Landeau).
- 1986 : Rooted Rhetoric : Una Tradizione nell’Arte Americana, Castello dell’Ovo, Naples. (Catalogue avec des textes de Benjamin H.D Bochloh, Gabriele Guerico, Joseph Kosuth, Thomas Lawson).
- 1986 : International Sculpture Exhibition, Sonsbeck, Utrecht. (Catalogue avec des textes de Sasia Bos, Antje von Greavenitz, Marianne Brouwer).
- 1986 : Ein anderesKlima : Aspekte der Schönheit in der zeitgenössischen Kunst = A Different Climate : Aspect of Beauty in Contemporary Art, Städtische Kunsthalle, Düsseldorf. (Catalogue avec des textes de Art Buchwald, Jürgen Harten, Freidrish Nicolai).
- 1986 : Jenny Holzer, Cindy Sherman : Personae, The Contemporary Arts Center, Cincinnati. (Catalogue avec des textes de Dennis Barrie et Sarah Rogers-Lafferty).
- 1987 : Nightfire, Foundation De Appel, Amsterdam. Brochure avec des textes de Saskia Bos, Edna van Duyn).
- 1987 : Jenny Holzer, Louise Lawler, Ken Lum, Galerie Crousel-Robelin, Paris.
- 1987 : Century ’87 : Kunst van nu ontmoet Amsterdams verleden = Today’s Art Face to Face with Amsterdam’s past, Amsterdam. (Catalogue avec des textes de J.Th.Balk, Willem Ellenbroek, Sjarel Ex, Nicolette Gast, Els Hoek et Wendie Shaffer).
- 1987 : Stations, Centre International d’Art Contemporain, Montréal. (Catalogue avec des textes de Roger Bellemare, James D. Campbell, Claude Gosselin et Jacques E. Lefebvre.
- 1987 : Skulptur Projeckte in Münster, Westfälisches Landesmuseum für Kunst und Kulturgeschichte, Münster. (Catalogue avec des textes de Manfred Beilharz, Karl Oskar Blase, Bazon Brock).
- 1987 : L’Époque, La Mode, La Morale, La Passion, Musée national d’Art Moderne, Centre Georges Pompidou, Paris. (Catalogue avec des textes de Bernard Ceysson, Kenneth Baker, Benjamin H.D. Buchloh, Germano Celant).
- 1988 : Jenny Holzer : Signs/Under a Rock, Institute of Contemporary Arts, Londres. (Catalogue avec des textes de Iwona Blazwick et Joan Simon ; entretien de Bruce Ferguson avec l’artiste.
- 1988 : The Living Series 1980-82, The Living Series 1983-85, Interim Art Gallery, Londres.
- 1988 : Camouflage, Third Eye Centre, Glasgow. Inverness Museum and Art Gallery, Glasgow ; Maclaurin Art Gallery, Ayr. (Catalogue avec des textes de James Bustard, Richard Keartonn et Morman Wilkinson).
- 1988 : ROSC ‘88, The Guinness Hop Store and the Royal Hospital, Dublin. (Catalogue avec des textes de Aidan Dunne, Olle Granath, Rosemarie Mulcahy, Patrick J. Murphy, et Angelina Zender Rudenstine).
- 1988 : 1988 Autralian Biennale : Fromteh southern Cross, A View of World Art c.1940-88, Art Gallery of South Wales and Pier 2/3, Sydney ; National Gallery of Victoria, Melbourne. (Catalogue avec des textes de Franco Belgiorno-Nettis, Bernard Blistène, Ian Burn, Jürgen Habermas).
- 1988 : Cultural Geometry, Desde Foundation for contemporary Art, House of Cyprus, Athenes. (Catalogue avec des textes de Jeffrey Deitch et Peter Halley).
- 1989 : Jenny Holzer, Solomon R. Guggenheim Museum, New York. (Catalogue avec un texte et un entretien de Diane Waldman et l’ensemble des textes projetés).
- 1989 : Jenny Holzer : Laments 1988-89, Dia Art Foundation, New York.
- 1989 : Image World : Art And Media Culture, Whitney Museum of American Art, New York. (Catalogue avec des textes de John G. Hanhardt, Marvin Heiferman et Lisa Phillips).
- 1989 : Clever Innocence : Hans-Peter Feldman, Jenny Holzer, Bill Woodrow, Rotterdamse Kunststichting, Rotterdam.
- 1989 : Art in Place : Fifteen Years of Acquisition, Whitney Museum of American Art, New York. (Catalogue avec des textes de Tom Armstrong et Suzan C. Larsen).
- 1989 : Genetics, Esther Schipper, Cologne.
- 1989 : A Forest Of Signs : Art in the Crisis of Representation, The Museum of Contemporary Art, Los Angeles. (Catalogue avec des textes de Ann Goldstein, Mary Jane Jacob, Anne Rorimer et Howard Singerman).
- 1989 : Scripta Manent-Verba Volant, Monika Sprüth Galerie, Cologne.
- 1989 : Architectures, Gallery Urban, Paris. (Catalogue avec des textes de Marc Pottier et Hubert Tonka).
- 1990 : XLIV Biennale di Venezia, Pavillon américain, Venise ; Städtische Kunsthalle, Düsseldorf.
- 1990 : Art & Pub : Art et Publicité 1890-1990, Grande Galerie, Centre Georges Pompidou, Paris. (Catalogue avec des textes de Jean-Hubert Martin, Anne Baldassari, François Burkhardt).
- 1990 : Nature (Artificielle), Espace Electra, Paris. (Catalogue avec des textes de Marcel Boiteux et Anne Tronche).
- 1990 : Un Art de la Distinction ? Les Années 80 (2), Abbaye Saint-André, Centre d’art contemporain, Meymac. (Catalogue avec des textes de Nicolas Bourriaud, Xavier Girard et Jean-Paul Blanchet).
- 1990 : Künstlerinnen des 20. Jahrhunderts, Museum Wiesbaden, Wiesbaden. (Catalogue avec des textes de Volker Rattemeyer, Ludmilla Vachtova, Barbara Wally).
- 1990 : Life-Size : A Sense of the Real in Recent Art, Israel Museum, Jerusalem. (Catalogue avec un texte de Suzan Landeau).
- 1990 : Energieën, Stedelijk Museum, Amsterdam. (Catalogue avec un texte de Wim Beeren).
- 1990 : Time Span : Jenny Holzer, On Kawara, Bruce Nauman, Lawrance Weiner, Fundacio Caixa de Pensions, Sala de Exposiciones de la Calle Montcada, Barcelone.
- 1991 : Louisiana Museum of Modern Art, Humlebaeck ; Albright-Knox Art Gallery, Buffalo. (Catalogue avec un texte de Michael Auping).
- 1991 : Devil on the Stairs : Looking Back on the Eighties, Institute of Contemporary Art, University of Pennsylvania, Philadelphie ; Newport Harbor Art Museum, Newport Beach. (Catalogue avec des textes de Peter Schjeldahl et Robert Storr).
- 1991 : American Art of the 80’s, Palazzo delle Albere, Trente. (Catalogue avec des textes de Gabriella Belli et Jerry Saltz).
- 1991 : Beyond the Frame : American Art, 1960-1990, Setagaya Art Museum, Tokyo ; National Museum of Art, Osaka ; Fukuoka Art Museum, Fukuoka.
- 1991 : Thoughts Never to Heaven Go, Centraal Museum, Utrecht. (Catalogue avec des textes de Sjarel Ex et Bert Jansen).
- 1991 : Woorden/Images : Takst en beeld in de kunst van de twintigsrte eeuw =Words/Images : Text an Image in the art of the twentieth century, Centraal Museum, Utrecht. (Catalogue avec des textes de Kees Broos).
- 1991 : Metropolis, Martin-Gropius-Bau, Berlin. (Catalogue avec des textes de Christos M. Joachimides et Norman Rosenthal).
- 1991 : The picture After Last Picture, Galerie Metropol, Vienne ; Museum Voor Hadengaagse Kunst, Hertogenbosch . (Catalogue avec des textes de Jen-Christophe Ammann, Jean Baudrillard, Benjamin H.D. Buchloh).
- 1992 : Read My Lips : New York AIDS Polemic, Tramway, Glasgow. (Catalogues avec un texte de Simon Watney).
- 1992 : Territorium Artis, Kunst-und Ausstellungshalle der Bundesrepublik Deutschland, Bonn. (Catalogue avec un texte de Pontu Hulten).
- 1992 : Transform; BildObjektSkulptur im 20 Jahrhundert, Kunstmuseum; Kunsthalle Basel, Bâle. (Catalogues avec des textes de Gottfried Hohem, Eva Keller, Franz Meyer).
- 1992 : Ars Pro Domo Museum Ludwig, Cologne. Catalogue avec des textes de Wilfried Dickhoff et Reiner Speck).
- 1992 : Die Künstlerposkarte, Altonaer Museum in Hamburg, Norddeutsches Landesmuseum; Hamburg; Deutsches Postmuseum, Francfort. (Catalogue avec des textes de Sabine Blumenröder, Bärbel Hedinger, Gerhard Kaufmann).
- 1992 : Doubletake : Collective Memory and Current Art, Hayward Gallery, Londres; Kunsthalle Wien, Vienne. (Catalogue avec des textes de Lynne Cooke, Bice Curiger et Greg Hilty).
- 1993 : Da Wo Frauen Streben, Bin Ich Hellwach, Haus der Kunst, Munich.
- 1993 : Street Art : Jenny Holzer, Center for Contemporary Art, Ujadowski Castle, Varsovie. (Catalogue avec un texte de Milada Slizinska).
- 1993 : Die Sprache der Kunst : Die Beziehung von Bild und Text in der Kunst 20. Jahrhunderts, Kunsthalle Wien, Vienne; Frankfurter Kunstverein, Francfort. (Catalogue avec des textes de Eleonora Louis et Toni Stoos).
- 1993 : American Art in the Twentieth Century : Painting and Sculpture 1913-1993, Martin-Gropius-Bau, Royal Academy of Arts and the Saatchi Gallery, Londres. (Catalogue avec des textes de Brooks Adams, David Anfam, Richard Armstrong).
- 1994 : Black Garden, Städtische Galerie Nordhorn, Nordhorn. (Catalogue avec des textes de Sabine Dylla et Justin Hoffman).
- 1994 : Rosebud : Jenny Holzer, Matt Mullican, and Lawrence Weiner, Kunstbau Lenbachhaus, Munich ; Fundacio Joan Miro, Barcelone. (Catalogue avec des textes de Helmut Friedel, Rosa Maria Malet, Machael Tarantino et Ulrich Wilmes).
- 1994 : The Institute of Cultural Anxiety : Works from the Collection Institute of Contemporary Arts, Londres. (Catalogue avec un texte de Francis McKee).
- 1994 : Gewalt/Geschäfte, Neue Gesellshaft für Bildende Kunst, Berlin. (Catalogue avec des textes de Laura Cottingham, Hal Foster, bell hooks).
- 1994 : Dialogue with the Other, Kunsthallen Brandts Klaedefabrik, Odense. (Catalogue avec un texte de Lene Burkard).
- 1994 : Welt-Moral : Moralvorstellungen in der Kunst heute, Kunsthalle Basel, Bâle. (Catalogue avec des Textes de Christoph Grunenberg et Hans Saner).
- 1995 : Lustmord, Monika Sprüth Galerie, Cologne.
- 1995 : féminimasculin : Le sexe de l'art, Grande Galerie, Centre Georges Pompidou, Paris. (Catalogue avec des textes de Kathy Acker, Bernard Marcadé, Robert Storr).
- 1995 :  Temporality Possessed : The Semi Permanent Collection, The New Museum of Contemporary Art, New York. (Catalogue avec des textes de Brian Goldfarb, John Hartfield, Laura Trippi et Mimi Young).
- 1995 : Peintures du Fonds régional d'art contemporain de Bourgogne, Musée des Urseline, Mâcon. Catalogue.
- 1995 : A Collection Sculptures, Caldic Collection, Rotterdam. (Catalogue avec des textes de Yvette van Caldenborgh et J.N.A. van Caldenborgh).
- 1996 : Jenny Holzer : Lustmord, Kunstmuseum des Kantons Thurgau, Kartause Ittingen, Warth. (Catalogue avec des textes de Christian Kämmerling, Marcus Lebert, Beatrix Ruf, Noemi Smolik et Yvonne Volkart).
- 1996 : Jenny Holzer:Lustmord, Galerie Rähnitzgasse des Landeshauptstadt, Dresde.
- 1996 : Photo text text photo : The Synthesis of Photography and Text in Contemporary Art, MUSEION Museo d'Arte Moderna, Bolzano; Frankfurter Kunstverein, Francfort. (Catalogue avec des textes de Andreas Hapkemeyer et Peter Weiermair).
- 1996 : Travaux Publics (Public Works), Stedelijk Van Abbemuseum, Eindhoven. (Catalogue avec des textes de Luk Lambrecht et Tjeu Teeuwen).
- 1996 : Views from Abroad : European Perspectives on America Art 2, Whitney Museum of American Art, New York; Museum für Moderne Kunst, Francfort. (Catalogue avec des textes de Jean-Christophe Ammann, Mario Kramer, Rolf Lauter, et Adam D. Weinberg).
- 1996 : Il Tempo e la Moda, Biennale de Florence, Florence; Musée Guggenheim Soho, New York. (Catalogue avec des textes de Germano Celant, Ingrid Sischy, Enrico Crispolti).
- 1996 : Orte des Möglichen-Weibliche Positionen in der zeitgenössischen Kunst, Hypobank International, S.A., Luxembourg; Achenbach Kunsthandel, Dusseldorf. (Catalogue avec des textes de Katherina Hagewish).
- 1996 : L'art du corps, Mac, galeriescontemporaines des Musées de Marseille. (Catalogue avec des textes dePhilippe Vergne, Christion Schlatter, Michel Giroud).
- 1996 : Negotiating Rapture : The Power of Art to Transform Lives, Museum of Contemporary Art, Chicago.
- 1996 : NowHere, Louisiana Museum of Modern Art, Humlebaek. (Catalogue avec des textes de Lars Nittve, Laura Cottingham, Bruce W. Ferguson).
- 1996 : Sex et Crime : Von den Verhältnissen des Menschen, Sprengel Museum, Hanovre. (Catalogue avec des textes de Fritz Haarmann et Ulrich Krempel).
- 1996 : Collezionismo a Torino, Castello di Rivoli, Museo d'Arte Contemporanea, Turin. (Catalogue avec des textes de Gemma de Angeli Testa, Ida Gianelle, Eliana Guglielmi).
- 1996 : Nudo & Crudo : Corpo Sensible/Corpo Visible, Claudia Gian Ferrari Arte Contemporanea, Milan. (Catalogue avec des textes de Claudia Gian Ferrari et Milano Brusatin).
- 1997 : Jenny Holzer : Lustmord, Contemporary Art Museum, Houston. (Catalogue un texte de Lynn M. Herbert).
- 1997 : KunstlerInnen : 50 Positions of International Contemporary Art, Video-Portraits and Works, Kunsthaus Bregenz. (Catalogue avec un texte de Edelbert Köb).
- 1997 : The Age of Modernism : Art in the Twentieth Century, Martin-Gropius-Bau, Berlin.
- 1997 : Views from Abroad : European Perspectives on American Art 3, Whitney Museum of American Art, New York. (Catalogue avec des textes de Nicholas Serota, Sandy nairne, Adam D. Weinberg).
- 1998 : Jenny Holzer : Blue, Galerie Yvon Lambert, Paris; Monika Sprüth Galerie, Cologne.
- 1998 : Louise Bougeois. Jenny Holzer. Helmut Lang, Kunsthalle Wien, Vienne. (Catalogue avec des textes de Sabine Folie, Paulo Herkenhoff, Slavoj Zizek).
- 1998 : Signs of Life : Melbourne International Biennale, Ian Potter Museum of Art, The University of Melbourne. (Catalogue avec des textes de JuliannaEngberg et Shane Murray).
- 1998 : Read My Lips : Jenny Holzer, Barbara Kruger, Cindy Sherman, National Gallery of Australia, Canberra. (Catalogue avec un texte de Kathryn Weir).
- 1998 : Anso 80 : The Eighties, Cultugest, Lisbonne. (Catalogue avec des textes de Maria de Corral).
- 1998 : Espejismos de la postfotografia ciberespacio, Centre Cultural de la Fundacion "La Caixa", Barcelone.
- 1999 : Jenny Holzer : The Living Series, Galerie Rüdiger Schöttle, Munich.
- 1999 : The American Century : Art and Culture 1900-2000, Part II, 1950-2000, Whitney Museum of American Art, New York. Catalogue.
- 1999 : Gärten der Flora, Kunstmuseum Kloster Unser Lieben Frauen, Magdebourg. (Catalogue avec des textes deUwe Gens Gellner, Ulf Häder).
- 1999 : STOP THE VIOLENCE!!!, STOP NASILJU!!!, NDAL DHÜNES!!!, Akademie der bildenden Künste, Vienne. (Catalogue avec des textes de Michael Benedikt, Gerhard Botz).
- 1999 : Texte Image, Musée des Beaux-Arts, La Chaux-de-Fonds. (Catalogue avec des textes de Gabriella Belli).
- 1999 : Connected cities : Processes of Art in the Urban Network, Wilhem lehmbruck Museum, Duisbourg. (Catalogue avec des textes de Ilse Brusis, Christoph Brockhaus).
- 1999 : 48th International Exhibition of Contemporary Art : La Biennale di Venezia, Venise. (Catalogue avec des textes de Harald Szeemann, Cecilia Liveriero).
- 1999 : Jenny Holzer/SolLeWitt, The Bathhouse, Kyoto.
- 2000 : Jenny Holzer, Fundacion Proa, Buenos Aires.
- 2000 : Rendez-Vous : Collection Lambert, Avignon. (Catalogue avec des textes de Paula Cooper, Eric Mézil, Alfred Pacquement).
- 2000 : Moving/in Museum Works, Hamburger Kunsthalle, Hambourg.
- 2000 : The Art of Eastern Europe in Dialogue with the West, 2000 + Arteast Collection, Museum of Modern Art, Ljubljana. (Catalogue avec des textes deZdenka Badovinac, Piotr Piotrowsk).
- 2000 : Works in Light, Galerie Beyeler, Bâle.
- 2000 : De Léonnard de Vinci à Calder : Machins/Machines, Donjon de Vez, Vez.
- 2000 : Sentimental, Galerie Yvon Lambert, Paris.
- 2000 : Illuminations : Art from Two Millennia, Museet for Samtidskunst, Oslo. (Catalogue avec des textes de Per Bjarne Boym, Jan Brockmann).
- 2000 : Let's Entertain : Life's Guilty Pleasures, Walker Art Centern Minneapolis; the Portland Art Museum, Portland;Musée national d'art moderne, Centre Georges Pompidou, Paris. (Catalogue avec des textes de Greil Marcus, Neil Postman).
- 2000 : Time suspend your flight, Kjarvalsstadir, Reykjavik; Bergen Kunstmuseum, Bergen. Catalogue.
- 2001 : Jenny Holzer OH, capcMusée d'art contemporain de Bordeaux. (Catalogue avec des textes de Marie-Laure Bernadac et Henry-Claude Cousseau).
- 2001 : Jenny Holzer, Neue Nationalgalerie, Berlin.

### Filmographie
- Jenny Holzer, Chapelle St-Louis de la Salpêtrière, film de Gilles Coudert (5 min 30 s / 2001 / a.p.r.e.s production) Ce documentaire présente l’installation de l’artiste américaine Jenny Holzer à la chapelle Saint-Louis de l’hôpital de la Salpêtrière dans le cadre du Festival d’Automne.
- About Jenny Holzer, film de Claudia Müller (52 min / 2009 / Coproduction : Phlox Films, SF, SWR, ARTE France). "La réalisatrice Claudia Müller a suivi l'artiste conceptualiste américaine Jenny Holzer (née en 1950) pendant une dizaine d'années, au fil de ses nombreuses expositions et dans de multiples situations de travail, proposant ainsi un accès original à son œuvre. Ce portrait retrace son parcours, depuis les affiches que la jeune artiste placardait sur les murs de New York à la fin des années 1970 jusqu'aux installations en DEL (diodes électroluminescentes) d'aujourd'hui, exposées tout récemment à la Fondation Beyeler de Bâle -six installations spectaculaires mais aussi des œuvres politiques engagées. Les projets et réalisations de Jenny Holzer, lauréate d'un Lion d'or à Venise en 1990 entre autres distinctions, ont fait le tour du monde. Son art est total, alliant autant la forme que le fond et séduit un large public depuis qu'elle s'est intéressée aux installations lumineuses au début des années 1980." Festival international des Films sur l'Art de Montréal - FIFA

### Commandes publiques
En 2002, dans le cadre du 1 % artistique, Jenny Holzer conçoit l'œuvre permanente Sans titre pour la salle des pas perdus du nouveau Palais de justice de Nantes. Elle y fait défiler verticalement, sur des colonnes, des textes fondateurs de la justice française et des citations sur la justice,. 
En 2006, dans le cadre d'une commande publique, elle a réalisé pour la Chalcographie du Louvre une héliogravure intitulée La Liberté de choisir.